# Ha'Ya'ar Ha-Kasum
Pour plus de détails, voir Fiche technique et Distribution.
Ha'Ya'ar Ha-Kasum (העיר יער קסום) est un film israélien réalisé par Shlomo Suriano, sorti en 1974.

## Fiche technique
- Titre : Ha'Ya'ar Ha-Kasum
- Titre original : העיר יער קסום
- Réalisation : Shlomo Suriano
- Scénario : Sam Dubiner
- Musique : Alex Cagan et Yehuda Rothman
- Photographie : Joe Reimer
- Montage : Anna Gurit
- Production : Sam Dubiner
- Société de production : Amlash Production
- Pays :  Israël
- Genre : Animation, comédie dramatique et film musical
- Durée : 71 minutes
- Dates de sortie : 
  -  Allemagne de l'Ouest : juin 1974 (Berlinale)

## Distribution
- Sam Dubiner

## Distinctions
Le film a été présenté en sélection officielle en compétition lors de la Berlinale 1974,.